# Sphaeria pallor
Sphaeria pallor är en svampart som beskrevs av Haller 1768. Sphaeria pallor ingår i släktet Sphaeria och familjen kolkärnsvampar.   Inga underarter finns listade i Catalogue of Life.